# هاردبک
هاردبک (به آلمانی: Hardebek) یک شهر در آلمان است که در زگه‌برگ واقع شده‌است. هاردبک ۵۰۴ نفر جمعیت دارد.